# Моффат, Трейси
Тре́йси Мо́ффат (встречается также транскрипция Мо́ффатт, англ. Tracey Moffatt; род. 12 ноября 1960, Шербур, близ Брисбена, Квинсленд, Австралия) — австралийский фотограф, режиссёр документального и художественного кино. Большое значение в формировании особенностей её стиля сыграли аборигенское происхождение и воспитание в семье белых австралийцев, принадлежавших к среднему классу и познакомивших её с европейской культурой.
Для творчества Трейси Моффат характерны политизированность, интерес к жизни коренного населения континента и его культуре, многовариантность сюжета и провокационность его трактовок. Оно вызывает острые споры художественных критиков и интерес широкой аудитории.
Фильмы Трейси Моффат становились лауреатами престижных международных и национальных кинофестивалей, а её фотоработы представлены в крупных музеях не только Австралии, но и США, а также европейских стран. В 2004 году она была удостоена почётной степени доктора наук Университета Гриффита на основании значительных заслуг перед наукой и культурой. Моффат является лауреатом премии «Infinity Award 2007» Международного центра фотографии в Нью-Йорке за достижения в области фотографии. В 2016 году она была награждена орденом Австралии за выдающиеся заслуги в области изобразительного и исполнительского искусства в качестве фотографа и кинорежиссёра, а также как «образец для подражания деятелям искусства из числа коренных народов» Австралии.

## Биография
Трейси Моффат родилась в 1960 году в резервации для аборигенов в местечке Шербур. Вместе с братом и двумя сёстрами она была принята на воспитание в семью белой женщины ирландского происхождения, у которой уже было пять детей. В интервью Моффат утверждала, что передача детей в семью осуществлялась не против воли её родной матери. Женщины были знакомы между собой. Она описывала обеих своих матерей как сильные личности, вызывающие интерес с точки зрения психологии, контрастное влияние которых на девочку способствовало осознанию как традиций аборигенов, так и культуры белого населения Австралии. Австралийский искусствовед Себастьян Смит утверждает, что аборигенское происхождение и европейское воспитание Моффат сыграли одинаково важную роль в развитии её творчества. С юного возраста у девочки был пылкий темперамент, сформированный мечтами и книгами, которые она нашла в семье среднего класса. Она придумывала истории, а затем превращала их в серии фотоснимков. Для этого Моффат одевала своих братьев и сестёр в костюмы и уговаривала их участвовать в театральных постановках, чтобы снять во время представления. В юности Моффат мечтала о карьере в изобразительном искусстве и предпринимала попытки заняться живописью (окончила художественную школу, где изучались также фотография и видео, история феминизма и постмодернизм), но они не принесли ощутимого успеха.
В 1979 году Моффат отправилась в путешествие в Европу, побывала в Дании, воспользовавшись этой поездкой для знакомства с европейским кино. Она вернулась в Австралию в 1980 году и приступила к изучению визуальных коммуникаций в Колледже искусств Квинсленда. Бакалавриат колледжа Моффат окончила в 1982 году. В этом же году она приняла участие в съёмках левыми радикалами документального фильма о судьбе австралийских аборигенов. Тем не менее в начале карьеры она занималась преимущественно коммерческими короткометражными и документальными фильмами. Моффат утверждает, что именно тогда почувствовала, что не должна снимать прямолинейные реалистические фильмы о борьбе за права на землю, добыче полезных ископаемых на земле аборигенов, решении проблемы расизма. Её призвание — создание экспериментальных фильмов, даже если они будут посвящены реальным проблемам коренных жителей. Моффат утверждает, что она всегда хотела работать над собственными проектами, но считает, что начальный период карьеры дал ей большой опыт. Киноведы отмечают, что уже тогда она нащупала свой будущий стиль. Её ранние работы показывают, с одной стороны, заинтересованность автора в решении социальных проблем, а с другой стороны, они ироничны, иногда даже пародийны. В 1986 году Трейси Моффат стала инициатором выставки современной фотографии аборигенов Австралии и Торресовых островов в Сиднее (представлены были работы десяти фотографов).
В молодые годы Трейси Моффат была активисткой. В 1987 году она была арестована в английском городе Портсмуте на акции протеста во время празднования годовщины отплытия в Ботани (в Австралию) так называемого Первого флота, состоявшего из одиннадцати плавучих тюрем.
Моффат утверждает, что она начала серьёзно относиться к своей карьере, когда решила изучить работы крупных художников и кинематографистов. Влияния на её творчество достаточно эклектичны. Искусствоведы называют среди них иллюстрации к книгам серии «Золотые книги для маленьких» (англ. «Golden Little Books»), основанные на образах фильмов студии «Walt Disney Pictures», ленты таких режиссёров, как Николас Роуг, Мартин Скорсезе, Пьер Паоло Пазолини и Масаки Кобаяси, работы фотографа Энн Бригман, художницы Джорджии О’Кифф, австралийского живописца-аборигена Альберта Наматжиры, американца Марка Ротко. Сама Моффат также называет среди деятелей культуры, которые оказали определяющее влияние на её творчество, писателей Доминик Ори, Генри Миллера, Теннесси Уильямса, Трумена Капоте и Карсон Маккалерс.
Моффат сотрудничает с Театром танца аборигенов. Это единственная школа аборигенов в Австралии, где преподаётся традиционный танец аборигенов, есть преподаватели из коренных жителей с севера, а также из островитян. Попасть в школу может только представитель коренного населения. Театр исполняет также джазовый танец, афро-джаз, степ. Два основные направления творчества Трейси Моффат — фотоискусство и кинематограф. Художественные критики отмечают, что фотоснимки Моффат кажутся пребывающими в движении, кадрами из фильма. Они посвящены темам пола, детства, рас и истории Австралии.
В настоящее время Трейси Моффат живёт попеременно в Сиднее, Нью-Йорке и Северном Квинсленде, где приобрела коттедж в местечке Нуза Хедс.

## Трейси Моффат и фотоискусство
В фотоснимках Моффат всегда присутствуют австралийский пейзаж, загадочный сюжет и включённые в него персонажи. Моффат утверждает, что часто стимулом к началу работы над новым проектом для неё становится некий ландшафт, который вдохновляет её эстетически. После чего она разрабатывает сюжет. Часто он основан на факте собственной биографии или семейной истории.
Фотограф смешивает элементы документальной и постановочной фотографии. Моффат говорит в своих интервью, что всегда осторожна с композицией и жестом, пытается так снять фотографию, чтобы она оставляла возможность различных трактовок изображённого на ней. Часто она связывает снимки с проявлениями своего бессознательного начала и признаётся, что не знает, почему сделала ту или иную фотографию. Фотограф утверждала, что долгое время использовала крайне примитивную камеру фирмы «Fuji» (6 × 7 сантиметров). Объектив этой камеры не был съёмным, она не имела светового индикатора. Про себя в одном из интервью Моффат говорила: «Я в техническом отношении совершенно не компетентна. У меня был техник, который называл мне показания счетчика освещённости. Я даже не знаю, как их считывать».
Первый цикл Моффат — «Некоторые парни» (англ. «Some Lads», 1986, чёрно-белые фотографии танцоров-аборигенов), но широкую известность получила её ранняя фотография «Звезда кино» (англ. «The Movie Star», 1985, на которой танцор и актёр-абориген Дэвид Галпилил пьёт пиво из жестяной банки и лениво оглядывается по сторонам, подражая белым австралийским сёрферам — кумирам средств массовой информации).
Считается, что исследователи, работающие в области кино, обычно более глубоко вскрывают особенности творчества Моффат, чем занимающиеся её фотографиями (в меньшей степени — её видеоработами). Признана связь фоторабот Моффат с кинематографом, однако оценивается она по-разному. Критик Стефан Берг пишет: «Кажется, что фотографии стремятся быть перенесёнными в кинематографический контекст». По мнению же Коринн Колумпар фотографии Моффат только имитируют кажущуюся зависимость от фильма. Это вовсе не кадры из неосуществлённого фильма, а именно фотографии, которые могут существовать только в фотосреде.
Фотографии Моффат всегда сгруппированы в серии. В интервью, которое она дала Джеральду Мэтту, Моффат объясняет свой подход к фотографии: «Я никогда не снимала ни одной фотографии, чтобы сделать её самостоятельной как художественное явление. …Для меня это — часть повествования. Мне трудно сказать что-то в одном изображении. Работая в фотографическом сериале, я могу расширить его идею — придать ей дополнительные возможности».

### Классификация циклов Моффат
Коринн Колумпар выделяет два основных способа создания цикла фотографий, которыми пользуется Моффат: парадигматическим и синтагматическим. В парадигматической серии она предлагает несколько трактовок одного и того же сюжета в параллельных повествованиях. К таким циклам Колумпар относит «Шрамы на всю жизнь» (англ. «Scarred for Life», 1994) и «Шрамы на всю жизнь II» (англ. «Scarred for Life II», 2000), которые содержат девять и десять произведений, соответственно. Каждое из них само по себе не даёт возможности интерпретировать название цикла. В этих двух фотографических сериях демонстрируются детские и подростковые проблемы. Фотографии, сопровождаемые аннотациями, в которых описывается сюжет, фиксируют события, связанные с психологическими потрясениями, отсутствием внимания родителей и насилием. Только в паре с надписью, в которой содержится справочная информация о событии, запечатлённом на фотографии, заголовок снимка получает драматическое измерение и оказывается в контексте всего цикла . Психолог Джейн Килби в книге, посвящённой насилию над детьми в 1970-е и 1980-е годы, воспринимает фотографии Моффат из этих циклов как детальные реконструкции этой эпохи, её представлений о детях, их мироощущении и отношениях со взрослым миром.
В другом подобном цикле, «Четвёртый» (англ. «Fourth», 2001), подписей под фотографиями нет, однако понимание смысла дают устоявшиеся культурные ассоциации. На снимках представлена трагическая развязка интриги спортивного соревнования: в начале цикла запечатлены надежда на победу и напряжение всех сил спортсмена для её достижения, в финальных кадрах отсутствие призового места приводит его к отчаянию. В цикле «Под знаком Скорпиона» (англ. «Under the Sign of Scorpio», 2005) сорок знаменитых женщин (среди них: Катрин Денёв, Джорджия О’Киф, Бьорк) позировали перед романтическими акриловыми фонами или на фоне катастроф.
На фотолитографии «Ни на что не годная, 1974» (размер — 80 на 60 сантиметров, коллекция Британской галереи Тейт, приобретена в 1998 году, инвентарный номер — P78105) из серии «Шрамы на всю жизнь» запечатлена девушка, протирающая фару легкового автомобиля одной рукой, другая её рука лежит на капоте. Девушка смотрит на фотокамеру, а не на автомобиль, её лицо серьёзно и напряжено. Заголовок, сопровождающий фотографию, объясняет, что «прозвище, данное ей отцом, было „Ни на что не годная“». Моффат так комментировала свой замысел: «Человек может сделать вам мимолетное замечание, когда вы молоды, и это может изменить вас навсегда. Вы можете получить „шрамы на всю жизнь“, но это не обязательно плохо. Фотографии можно рассматривать не только как трагические, но и как комические — между этими восприятиями тонкая грань». Подпись, выражение лица и направление взгляда дают возможность предполагать, что зритель занимает положение отца девочки, пристально смотрящего на неё и контролирующего, как она выполняет свою работу. Моффат сделала эту фотолитографию в своей студии в Сиднее в 1994 году. Она сделана на основе цветной фотографии, напечатанной на белой бумаге с гладкой матовой поверхностью. Работа не подписана Моффат, не проставлен номер в цикле, сама она заявила, что фотолитография может экспонироваться как отдельно, так и в составе серии «Шрамы на всю жизнь». Дата, проставленная в названии, предполагает год, к которому, по замыслу Моффат, относятся события снимка. Ориентируясь на это время, она подбирала девушку-модель, разрабатывала композицию и атрибуты сценографии.
Синтагматические циклы Моффат представляет её фотографии, воспринимаемые автором и зрителями как кинематографическое повествование. В таких сериях, как «Нечто большее» (или «Кое-что ещё», англ. «Something More», 1989), «GUAPA» (или «Интересный», англ. «Goodlooking», 1995), «В небе» (англ. «Up in the Sky», 1998) и «Лауданум» (англ. «Laudanum», 1999), создаётся ощущение последовательности событий, проходящих на глазах зрителя. Фотографии в любой из этих серий имеют временную связь друг с другом, разворачиваются в одном и том же пространстве. По этим причинам критик считает их повествованием, а не просто описанием. Динамичность сценариев таких циклов усиливается включением символов, которые представляют контраст друг другу из-за различия расы персонажей (что обозначается цветом кожи и чертами лица) и социальных типов (это выражено в костюмах героев). Из всех серий Моффат «Laudanum» удачнее всего создаёт атмосферу крайней неуравновешенности, которая пропитывает повествование (служанка азиатского происхождения и её белая хозяйка отличаются не только социальным статусом, но и вступают в некие отношения, которые намекают на секс и садизм).

### «Нечто большее»
Уже первая крупная персональная выставка Трейси Моффат «Нечто большее» (англ. «Something More», 1989), названная так по представленному на ней циклу фотографий, принесла ей международную известность. Сначала выставка экспонировалась в Австралийском центре фотографии, затем отправилась в региональные галереи. Это постановочная серия о девушке-аборигенке, которая жаждет «чего-то большего». Фрагментированная сюжетная линия наполнена мечтами о побеге из мира повседневности и борьбой с проблемами насилия в реальном мире.
Моффат разрешает кураторам выставки размещать свои фотографии в цикле так, как они сочтут нужным, требует только сохранить первое и последнее изображения в нём. В цикле «Нечто большее» Моффат, начиная историю, показывает крупным планом главную героиню, девушку из провинции, охваченную мечтами о достижении «чего-то большего» в жизни. Завершает же цикл образ трагического поражения героини. В первом кадре героиня одета в экзотическое восточное платье, затем она крадёт европейское вечернее платье для создания своей новой личности. Критик Ингрид Перес назвала этот цикл «коллекцией сцен из фильма, который никогда не был создан». «Сцены» могут следовать в любом порядке — парами, рядами или даже сеткой — поэтому их сюжетная линия не фиксирована, хотя прослеживается судьба наивной деревенской девушки, превращающейся в падшую женщину. В последней фотографии она представлена лежащей замертво на обочине шоссе. Моффат использует приёмы кинематографического монтажа, смешивая повествование, воспоминания, крупный план.
Цикл «Нечто большее» был создан, когда Моффат работала в Региональном центре искусств Олбери в мае 1989 года, и был подготовлен совместно с персоналом и студентами отделения фотографии в Центре визуальных искусств Мюррей-кампуса Университета Чарльза Стюрта, а также с художниками студии «Link Access» и Общества Олбери-Водонга. Моффат показывает удушающую атмосферу маленького городка среди тростниковых полей родного Квинсленда через ярко окрашенные снимки с использованием Cibachrome (обращаемая позитивная фотобумага, основанная на химическом обесцвечивании содержащихся в фотоэмульсии азокрасителей в экспонированных участках). Ощущение постановочного характера этой серии усиливается стереотипными персонажами массовой культуры, блондинкой и мальчиками, оказывающимися рядом с главной героиней, и насыщенностью цвета изображений Cibachrome. По мнению критиков, «Нечто большее» — первый из циклов Моффат, который демонстрирует полный набор элементов её творчества: театральная зрелищность, отсылки к кинематографу, изобразительному искусству и истории фотографии, а также находящиеся в центре внимания автора проблемы расы и пола.

### «Laudanum»
Серия из девятнадцати фотографий «Лауданум» (англ. «Laudanum», 1998) работает на нескольких уровнях: в снимках есть отсылки к фильмам ужасов (особенно к фильму Фридриха Мурнау «Носферату» 1922 года); исторической реальности XIX века, когда женщины использовали опиаты как успокаивающее средство, несмотря на привыкание и галлюцинаторные эффекты; к самой истории фотографии. Отсылки осуществляются через использование техники фотогравюры, широко использовавшейся в викторианской Англии. Для создания «Laudanum» Моффат использовала реальные интерьеры XIX века в Доме Элизабет Бэй в Сиднее и в фермерском доме, построенном в георгианском стиле к северу от Сиднея. Художественный критик газеты «The Guardian» описывает цикл как историю о «господстве и подчинении, сексуальном насилии, наконец, об убийстве, в образах, которые одновременно мелодраматичны и политически ангажированы». Близкий сюжет фотограф разрабатывала в короткометражном фильме под названием «Ночные крики — сельская трагедия» (англ. Night Cries: A Rural Tragedy, 1990), действие происходит в доме, расположенном в Центральной Австралии, героиня ленты — аборигенка средних лет, которая, как можно предположить, находится в рабстве у своей белой приёмной матери или хозяйки.
Негативы фотографий были подвергнуты постобработке. Искусствоведы отмечают влияние романа «История О» Доминик Ори, где садомазохистские отношения хозяев и слуг, по их мнению, могут рассматриваться Трейси Моффат как метафора взаимоотношений колонизатора и туземца в более широком социальном, политическом и историческом смысле. Также они отмечают, что вместо того, чтобы быть «морализаторской сказкой», «Laudanum» представляет зрителю образы радости и страдания, связанные с мечтой, фантазией, кошмар в сочетании с юмором. Призрачные персонажи вырваны то ли из суеверий XIX века, то ли из фантазий, вызванных наркотиками, из старых фильмов, или подсмотрены через замочные скважины. По выражению одного из критиков, фотографии Моффат представляют собой эротически заряженный набор возможностей без чётко выстроенного сюжета.
Фотогравюра № 1, открывающая цикл представляет зрителю двух персонажей серии — хозяйку старинного особняка и её служанку-азиатку. Размер — 76,5 на 57,8 сантиметров, само изображение занимает только часть листа (47,6 x 38,3 сантиметров). Под ним находится название серии на латыни, а справа внизу — подпись автора с указанием даты создания «Трейси Моффат '98». Позитивы фотографии находятся в коллекции Бруклинского музея (США, инвентарный номер 1999.80.14, она была передана музею Фондом Альфреда Т. Уайта). Размеры других позитивов фотографии отличаются. Лист из коллекции Музея современного искусства Австралии (дар от коллекции семьи Хоукер, поступивший в 2004 году, инвентарный номер — 2004.43.1) имеет размер 89,5 × 70,5 (изображение — 46 × 37,2). По выражению искусствоведа, фотография создаёт клаустрофобную атмосферу особняка и напряжение смертельно опасной игры вампира и его жертвы, которая разворачивается в его стенах. Использованы мягкие серые тона и неравномерный фокус. Моффат сознательно избрала формат, любимый ранними фотографами. Композиция снимка навеяна эпизодами фильмов «Носферату» (1922) и «Слуга» (1963, режиссёр Джозеф Лоузи). Фотография открывает повествование о сексуальном подчинении и господстве, о тайной жизни женщин XIX века, связанных между собой наркотиками и желанием. Действие фотографии разворачивается в буржуазном респектабельном интерьере, подчёркивающем расовую и социальную напряжённость.

### «Заклинания»
Тринадцать фотографий в цикле «Заклинания» (англ. «Invocations», 2000) — сверхъестественная экскурсия в иной мир, состоящий из снов, видений, сказок и персонажей готических романов — в мир культурной памяти австралийцев, берущей истоки в XVIII веке. Фотографии Моффат (они созданы в технике шелкографии) сделаны так, что вызывают в памяти одновременно картины, старые дагерротипы и китайские фонарики. Сюрреалистическая драма «Заклинания» повествует о том, что Моффат именует «тёмным миром человеческого подсознания». Моффат называла «Заклинания» мистическим путешествием от мечты к объекту, своего рода колдовством. Она работала с большим числом актёров и технических работников в студии, где создавались снимки, которые затем переводились на шёлковый экран вручную «цвет за цветом», что создаёт иллюзию использования акварельных красок и пастели. Волшебный мир, который Трейси Моффат создаёт в «Заклинаниях», населён ведьмами и духами, растерянными и уязвимыми, он, по мнению критиков, навеян анимацией Уолта Диснея, фильмами Альфред Хичкока, картинами Франсиско Гойи и историями братьев Гримм.
На создание «Заклинаний» Трейси Моффат потребовалось два года: один год в студии в Нью-Йорке проходили съёмки и ещё один год заняла постобработка снятых фотографий. В цикле три части: героиня первой — маленькая девочка-аборигенка в лесу (фотографии круглой и овальной формы); герои второй — женщина и мужчина в пустыне (фотографии классической прямоугольной формы); персонажи третьей — духи, запечатлённые Моффат на фотографиях в форме круга. Маленькая девочка, потерянная в лесу, знакома зрителю по детским сказкам, поэтому стиль этой части напоминает фильмы Уолта Диснея (например, антропоморфные деревья). Вторая группа снимков вызывает ассоциации с «Птицами» Хичкока и «Мандинго» Ричарда Флейшера. Сцены разыгрываются в присутствии духов или их воплощений в зооморфных образах. Призрачные фигуры духов из третьей части знакомы как по мечтам, так и по кошмарам, они явно вышли из работ Гойи. Критик отмечает, что молитвы героев богам в «Заклинаниях» включают и добрые и плохие просьбы, как и сами боги могут быть добрыми и злыми.
Фотографии цикла не имеют названий, но пронумерованы. Фотография № 5 выполнена в технике шелкографии трафаретной печати ультрафиолетовыми красками на фактурной сатиновой бумаге «Сомерсет». Изображена девушка, преследуемая птицами (на фотографии № 2 из этого же цикла эти же птицы спокойно подлетают к её вытянутой руке), в которых критики угадывают воплощение разъярённых духов пустыни. Композиция фотографии отчётливо напоминает искусствоведам кадр из фильма Альфреда Хичкока, а жестикуляции модели фотохудожницы — движения рук и тела, уворачивающейся от серых буревестников Типпи Хедрен. Фотография наполнена ужасом, одержимостью, страстью борьбы и панического бегства. Она подписана Трейси Моффат карандашом и пронумерована «19/60». Размер фотографии — 146,8 на 121,9 сантиметров. На аукционе Bukowskis в Стокгольме (лот 191550) позитив фотографии был приобретён за 46 250 шведских крон. Позитивы фотографии находятся также в коллекции RHS Abbott Bequest Fund (инвентарный номер 2001.69), в экспозициях Художественной галереи Нового Южного Уэльса (инвентарный номер 415.2001.5, дар Патрика Корригана), Музея современного искусства Австралии (инвентарный номер 2013.70.5).

### Работы 2000-х годов
Среди последних по времени циклов работ Моффат: «Мечты первопроходцев, мистические пейзажи» (англ. «Pioneer Dreaming, Spirit Landscapes», 2013), «Пригородные пейзажи, мистические пейзажи» (англ. «Suburban Landscapes, Spirit Landscapes», 2013), «Живописный Шербур, мистические пейзажи» (англ. «Picturesque Cherbourg, Spirit Landscapes», 2013), «Когда я лежал на земле своих предков, мистические пейзажи» (англ. «As I lay back on my Ancestral Land, Spirit Landscapes», 2013), «Плантация» (англ. «Plantation», 2010), «Первая серия работ» (англ. «First Jobs Series», 2008) и другие.

## Работа в кинематографе
Первым самостоятельным фильмом Моффат в качестве режиссёра и сценариста стала короткометражка «Расскажи всем» (англ. «Spread the Word», 1988), девятиминутный экспериментальный фильм со сложными для того времени спецэффектами и рэп-музыкой.
Плодотворным оказалось сотрудничество Моффат с австралийским кинорежиссёром и монтажёром Гари Хиллбергом. Вместе они создали экспериментальные фильмы «Неискренний» (англ. «Lip», 1999), «Художник» (англ. «Artist», 2000), «Любовь» (англ. «Love», 2003), «Обречённый» (англ. «Doomed», 2007), «Революция» (англ. «Revolution», 2008), «Мать» (англ. «Mother», 2009) и «Другой» (англ. «Other», 2010). Эти фильмы подвергали сомнению границу, которая лежит между коммерческим фильмом и искусством, анализировали проблемы расовой и гендерной идентичности.
Двадцатиминутный фильм «Любовь» создан из любовных сцен американских фильмов разных лет. По замыслу автора, он демонстрирует голливудское представление об любви. Моффат не скрывает, а акцентирует стыки между используемыми фрагментами, чередуя отрывки из цветных и чёрно-белых фильмов. Зритель, просматривая фильм, должен, по замыслу Моффат, вычленить стереотипы американской киноиндустрии. Фильм начинается с любовных признаний, но следующие эпизоды демонстрируют связь любви с насилием. Только дважды появляется чернокожая женщина, оба раза в паре с чернокожим мужчиной. Это, по мнению режиссёра, подчёркивает, что Голливуд воспитывал в западном зрителе представление о красоте и эротике, ассоциированными исключительно с белым цветом кожи.
В фильме «Художник» цитируются фрагменты из игровых фильмов, рассказывающих о жизни деятелей изобразительного искусства. В начале каждой подобной истории художник надеется создать шедевр, но заканчивается она уничтожением произведения искусства руками самого создателя. В конце своего фильма Трейси Моффат инсценирует, по словам Бориса Гройса, «настоящую оргию уничтожения искусства. Картины и скульптуры разных стилей разрезаются, сжигаются, прокалываются и взрываются». По мнению критика, фильм Моффат предназначен не для кинотеатра, а для демонстрации в таких традиционных художественных пространствах, как музей или выставочный зал.

### «Красивые цветные девушки»
Фильм «Красивые цветные девушки» считается классикой австралийского короткометражного фильма. В отличие от большинства фильмов об аборигенах, действие которых происходит в глубинке и в среде аборигенского сообщества, место действия «Красивые цветные девушки» — австралийский город. Три аборигенки, путешествуя через Кингс-Кросс, подбирают «капитана» (так именует себя неизвестный пьяный белый человек). Они заставляют его тратить деньги и всё больше и больше пить, а затем крадут его кошелёк и отправляются, довольные собой, на поиски такси. «Красивые цветные девушки» сравнивают отношения между женщинами-аборигенами и белыми мужчинами в прошлом и настоящем. Фильм сопоставляет современные образы аборигенок, использующих белого человека, с закадровым голосом, читающим выдержки из дневника колониального лейтенанта Уильяма Брэдли о первых белых поселенцах и матросах, чтобы подвергнуть сомнению справедливость официальной исторической традиции, представляющей аборигенов пассивными жертвами колонизаторов. С помощью сочетания звука, изображения и печатного текста фильм передаёт духовный мир женщин-аборигенок. Колонисты проявляют наивность, считая женщин беспомощными, но аборигенки, по сути, имеют отчётливое представление о том, как работают межрасовые отношения и как манипулировать ситуацией в своих интересах, чтобы получить то, что они хотят от белых мужчин. Изображённое в фильме взаимодействие между женщинами-аборигенками и «капитаном» раскрывает их преемственность с предками, столкнувшимися впервые с европейцами. Ещё одна подсказка зрителям — подзаголовок, который информирует аудиторию, что аборигенки до сих пор называют белых «капитанами», также как называли их бабушки.

### «Moodeitj Yorgas»
В 1988 году Трейси Моффат сняла документальный фильм «Moodeitj Yorgas» (рус. «Целеустремлённые женщины») для Консультативного совета женщин Западной Австралии. В фильме представлены интервью с выдающимися, с точки зрения режиссёра, женщинами из числа коренных народов Австралии. Писатель Салли Морган и певица Лоис Олни рассказывают о своей жизни. Их биографии отражают последствия насильственного изъятия из семей детей аборигенов, которое теперь известно как «Украденное поколение». Между 1910 и 1970 годами один из трёх детей аборигенов был изъят у родителей. Дети были доставлены в церковные или государственные учреждения, должны были быть воспитаны там, или могли быть приняты на воспитание некоренной семьёй, как случилось с Олни. Только когда Салли Морган было уже 15 лет, она узнала, что она не индианка, как всё это время настаивала её приёмная мать. Активистка движения аборигенов за свои права Улли (Хелен) Корбетт рассказывает о гибели женщин из числа коренного населения в полицейском участке и во время тюремного заточения. Голоса намеренно не синхронизированы с изображениями на экране. В одной из сцен тело женщины показано тёмным силуэтом, а голос на языке аборигенов, сопровождаемый английскими субтитрами, рассказывает о смерти под стражей Кристины Джонс, за этим следует рисунок повешенной женщины в тюремной камере.

### «вeDevil»
В 1993 году Моффат поставила полнометражный художественный фильм-хоррор, название которого обычно переводится как «Чертовщина» (англ. «вeDevil»). Фильм состоит из трёх историй, не связанных между собой. Они используют мотивы старинных легенд о призраках австралийской глубинки: об утонувшем в болоте солдате, слепой девочке, погибшей на железной дороге, сгоревших во время пожара влюблённых. Фильм был представлен в официальной программе Каннского международного фестиваля, получил награду Международного кинофестиваля в Каталонии. Критики отмечали «напряжение между имитацией реальности и искусственной действительностью, представленной в фильме, оно является одним из самых запоминающихся, даже забавных, аспектов фильма» и называли «Квайдан» Масаки Кобаяси и эстетику Ясудзиро Одзу непосредственными предшественниками фильма Трейси Моффат, отмечали влияние на него театральной сценографии. Сама Моффат рассказывала, что искала артистов для своего фильма прямо на улице и объясняла это тем, что профессиональных актёров среди аборигенов, которые должны были стать героями её фильма, просто нет в каталогах и архивах австралийских киностудий. Моффат также устроила кастинг для театральных актёров, при этом белых героев сыграли артисты-аборигены (так маленькую девочку-призрак в заключительной сцене хотя и играет юная туземная актриса, она демонстрирует нехарактерные для туземцев светлые волосы). Также искусствоведы отметили необычность саундтрека к фильму.

## Избранная фильмография
Среди наиболее значительных работ Трейси Моффат в качестве режиссёра:
| Год  | Фильм                                                                                     | Режиссёр | Сценарист | Награды |
| ---- | ----------------------------------------------------------------------------------------- | -------- | --------- | --- |
| 1987 | Красивые цветные девушки (англ. Nice Coloured Girls, Австралия, 16 минут)                 | Да       |           | Номинация на Премию Австралийской академии кинематографа и телевидения за лучший экспериментальный фильм 1987 года |
| 1988 | Сильные женщины (англ. Moodeitj Yorgas, Австралия, 22 минуты)                             | Да       |           | |
| 1988 | Смена лица (англ. A Change of Face, Австралия, ТВ фильм)                                  | Да       |           | |
| 1989 | Тебе решать (англ. It's Up to You, Австралия, видеофильм)                                 | Да       |           | |
| 1990 | Ночные крики: Сельская трагедия (англ. Night Cries: A Rural Tragedy, Австралия, 19 минут) | Да       | Да        | Каннский кинофестиваль 1990 года: номинация в категории Лучший короткометражный фильм, Международный кинофестиваль в Мельбурне 1990 года: Победитель в номинации Лучший австралийский короткометражный фильм, Фестиваль короткометражного кино в Тампере 1991 года: Специальный приз жюри |
| 1993 | Чертовщина (англ. вeDevil, Австралия, 90 минут)                                           | Да       | Да        | Сиджес, Международный фестиваль в Каталонии 1991 года: номинация в категории Лучший фильм |
| 1997 | Небо (англ. Heaven, Австралия, 28 минут)                                                  | Да       |           | |

## Работы Моффат в музеях мира, персональные выставки и награды
Значительные коллекции фотографий Моффат хранятся в коллекции галереи Тейт, Музее современного искусства Лос-Анджелеса, в Австралийской национальной галерее в Канберре, Художественной галерее Южной Австралии и Художественной галерее Нового Южного Уэльса. Её работы есть и в других крупных международных коллекциях, в Бруклинском художественном музее, Нью-Йорк; Музее Гуггенхайма, Нью-Йорк; в Музее современного искусства в Стокгольме; Музее фотографии в Токио; в Музее современного искусства, Нью-Йорк; в Городском музее, Амстердам.
В 1997 году Трейси Моффат впервые получила приглашение принять участие в Венецианской биеннале. С октября 1997 года по июнь 1998 года в центре «Dia» в Нью-Йорке состоялась крупная персональная выставка Трейси Моффат (первая в США). В неё были включены работы Моффат на различных носителях: фотосъёмка (два цикла фотографий), видео и фильм. Крупные обзорные выставки творчества Моффат прошли в Музее современного искусства в Сиднее (2003—2004), Центре Хассельблад в Гётеборге (Швеция, 2004), Художественной галерее Южной Австралии (Аделаида, 2011), Галерее современного искусства в Брисбене (2014) и Художественной галерее Нового Южного Уэльса, Сидней (2016). В 2006 году в Милане она провела свою первую ретроспективную выставку «Трейси Моффат: между мечтами и реальностью», в которой представила все этапы своей работы. В мае 2012 года открылась выставка Моффат в Музее современного искусства в Нью-Йорке. Она также участвовала на Биеннале в Кванджу (Южная Корея), Праге, Сан-Паулу, Шардже (ОАЭ), Сингапуре и Сиднее. В 2017 году Трейси Моффат представляла Австралию на 57-й Венецианской биеннале со своей персональной выставкой «Мой горизонт». Экспозиция включила в себя две новые серии фотографий «Воспоминания о телах» и «Прохождение», а также два новые видеофильма, вдохновлённых как телевизионными новостями, так и поэзией, сюрреалистической живописью, документальной фотографией, голливудским кинематографом и личными воспоминаниями фотографа.
В 2007 году издательством Charta Publishers в Милане была опубликована большая монография преподавателя Австралийского национального университета, культуролога Кэтрин Саммерхайс «Движущиеся образы Трейси Моффат». Монография подробно анализирует приёмы работы Моффат над фильмами и фотографиями, а также её произведения с конца 80-х годов по настоящее время. Автор видит в них отражение острых политических проблем, оказавшихся под пристальным взглядом фотографа-провокатора.
Моффат стала лауреатом премии «Infinity Award 2007» Международного центра фотографии в Нью-Йорке за выдающиеся достижения в области фотоискусства. В 2016 году она стала офицером ордена Австралии «за выдающиеся заслуги в области изобразительного и исполнительского искусства в качестве фотографа и режиссёра, а также наставника, опоры и образца для подражания для художников из числа коренных народов».